# SSV Bozen Handball
Der SSV Bozen Handball ist ein Handballverein aus Bozen, der zum SSV Bozen gehört. Der SSV Bozen ist fünfmaliger italienischer Meister und viermaliger Pokalsieger; dreimal gelang dem SSV Bozen das Triple (Meisterschaft, Cupsieg und Supercupsieg): 2012/13, 2014/15 und 2018/19.

## Geschichte
Die Sektion Handball des SSV Bozen wurde 1965 gegründet und nahm 1969/70 erstmals an der höchsten italienischen Meisterschaft teil.
Zwischen 1973 und 1989 stieg der SSV Bozen mehrmals in die höchste italienische Liga auf und in die zweite Liga ab. Von 1989 bis 2010 war er zweitklassig. 2010 wurde der SSV Bozen als Zweiter der Serie A1 nachträglich in die Eliteliga aufgenommen, weil ein anderes Team auf die Teilnahme verzichtet hatte. In der ersten Saison erreichte der SSV Bozen den fünften Platz nach der Rückrunde, konnte aber das Viertelfinale des Play-off gegen den vierten A.S.D. Noci gewinnen und sich dadurch für den EHF Challenge Cup qualifizieren.
In der Saison 2011/12 gewann Bozen erstmals den italienischen Pokalwettbewerb, außerdem führte der SSV Bozen über die gesamte Meisterschaft, erreichte das Finale des abschließenden Play-off und konnte sich dort gegen Altmeister Conversano knapp durchsetzen. 2011/12 erreichte der SSV Bozen das Viertelfinale im EHF Challenge Cup 2011/12, am 15. September 2012 gewann der SSV auch den italienischen Supercup gegen Junior Fassano.

## Spielstätte
Während der Erstklassigkeit in den 1980er Jahren spielte der SSV Bozen in der Stadthalle, die mit mehr als 2000 Sitzplätzen damals Bozens größte Halle war. Während der 20 Jahre Zweitklassigkeit wechselte der SSV Bozen in die Turnhalle der damaligen Lehranstalt für Wirtschaft und Tourismus Robert Gasteiner. Die Gasteinerhalle war bis Ende der Saison 2018/19 weiterhin Spielstätte des SSV Bozen, seither spielt der SVV Bozen Handball wieder in der Stadthalle.

## Sponsoren
Hauptsponsor ist seit Jahren der Süßwarenhersteller Loacker; eine wichtige Rolle in der Sektion spielt auch der ehemalige Stammspieler Stefano Podini, der mit mehreren Unternehmen Sponsor des Vereins ist.